# Eotrichocolea
Eotrichocolea là một chi rêu trong họ Trichocoleaceae.